# Point Coordination Function
La Point Coordination Function (PCF) è una tecnica di Media Access Control per l'accesso al mezzo wireless, specifico dei protocolli di reti mobili.

## Funzionamento
PCF gestisce delle finestre temporali che si ripetono periodicamente, che si dividono tra periodi senza contesa e periodi con contesa, con gli ultimi gestiti dal livello Distributed Coordination Function.
Nelle finestre di tempo prive di contesa, viene fissato un PC (Point Coordinator), di solito l'Access Point, che concede ad una stazione il diritto di trasmettere una MAC Protocol Data Unit.
All'inizio di ogni periodo CFP (Contention Free Period, periodo privo di contesa), l'Access Point trasmette un frame Beacon contenente la durata massima del CFP, ossia la CFPMaxDuration. Tutte le stazioni che ricevono suddetto frame, settano il proprio Network Allocation Vector su CFPMaxDuration. In questo periodo le stazioni non possono accedere al mezzo.
Proprio perché PCF è costruito allo scopo di gestire le contese tra le stazioni, non è necessario l'uso di frame mediatori, in particolare delle frame RTS, CTS e ACK.